# Palpita syleptalis
Palpita syleptalis es una especie de polillas perteneciente a la familia Crambidae. Fue descrita por George Hampson en 1889. Se encuentra en Perú.